# Stella al carbonio

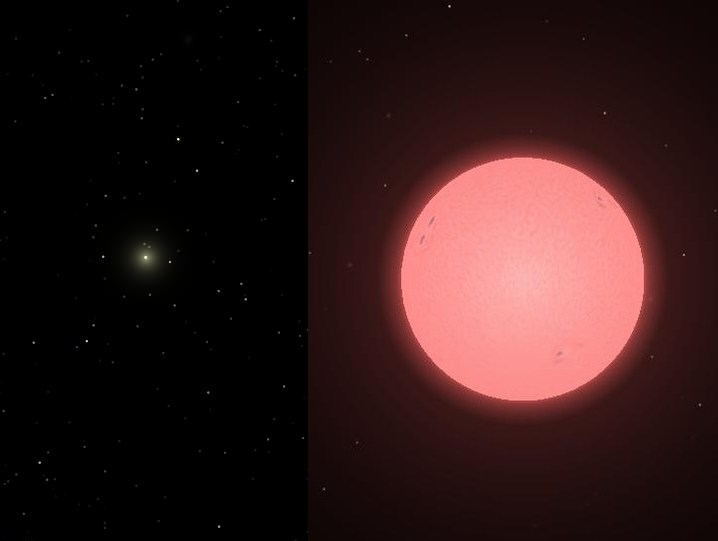
Y Canum Venaticorum, classica stella al carbonio, vista in una simulazione di Celestia dalla distanza di 25 UA. A sinistra il Sole visto dalla stessa distanza.

Una stella al carbonio è solitamente una gigante rossa (occasionalmente nana rossa), di bassa temperatura superficiale e caratterizzata da un'atmosfera con sovrabbondanza di carbonio. Se nelle stelle normali, anche giganti rosse, solitamente l'ossigeno è predominante rispetto al carbonio, in queste stelle avviene il contrario, e la combinazione dei due elementi porta alla produzione di gas, come il monossido di carbonio, che consuma tutto l'ossigeno presente, lasciando libero il carbonio di combinarsi per formare altri composti carboniosi.

## Classe spettrale
Queste stelle appartengono alla classe spettrale C, che differisce dalla classe M non per una differenza di temperatura superficiale, ma per la composizione chimica della sua atmosfera, che conferisce alla stella la tipica intensa colorazione rossa dovuta alla presenza di composti che tendono ad assorbire la parte blu dello spettro, ossia la radiazione visibile a lunghezza d'onda più corta. In pratica l'atmosfera di carbonio si comporta da filtro rosso.
In linea generale esiste una prima classificazione delle stelle al carbonio, in classiche e non classiche: le classiche sono le stelle che producono il carbonio per i propri processi interni, mentre le "non classiche", classificate come stelle CH, sono stelle solitamente presenti in sistemi binari in cui una delle due componenti è una nana bianca. Si pensa che la contaminazione da carbonio in queste stelle, che possono essere giganti rosse, ma anche nane rosse, sia avvenuta quando la stella che ora è una nana bianca era nelle fasi finali della sua esistenza e, da classica stella al carbonio a bassa densità qual era, abbia ceduto parte della sua atmosfera alla compagna tramite un trasferimento di massa.
L'anomalia di queste stelle è dovuta alle caratteristiche chimiche della loro atmosfera, dove la concentrazione delle particelle di prodotti carboniosi riesce a intercettare la luce proveniente dalla fotosfera determinando una notevole diminuzione del flusso luminoso. Questo fenomeno presenta una certa variabilità, infatti quando il vento stellare generato dalla pressione di radiazione riesce a spazzare via i residui solidi carboniosi allora la stella si presenta con una maggiore luminosità. 

## Evoluzione in stella al carbonio
La produzione di carbonio è un passaggio quasi obbligato nell'evoluzione stellare, infatti, quando una stella ha trasformato tutto l'idrogeno contenuto nel nucleo in elio, le reazioni nucleari di fusione dell'idrogeno si esauriscono e quindi la stella comincia a collassare con conseguente riscaldamento del nucleo. 
Questa contrazione continua fino a quando il nucleo raggiunge i 100 milioni di gradi, temperatura alla quale avviene la trasformazione dell'elio con il processo triplo alfa, dove tre nuclei di elio si trasformano in un nucleo di carbonio.
4He + 4He ↔ 8Be
8Be + 4He → 12C
A causa dell'enorme produzione di energia, la stella a questo punto si espande trasformandosi in gigante rossa, uscendo quindi dalla sequenza principale e avviandosi verso la sua lenta ma inesorabile fine.
Una stella ordinaria quando raggiunge questa fase dell'evoluzione stellare viene classificata con la lettera M, ma nel caso in cui la sua atmosfera sia ricca di carbonio molecolare e di altri prodotti carboniosi viene definita stella al carbonio con classificazione spettrale C. 
Alla lettera C fa seguito una coppia di cifre, ad esempio C6,4: la prima, che varia da 0 a 9, indica un decremento di temperatura, come del resto avviene per le consuete classi da O a M, mentre la seconda, da 1 a 5, indica l'intensità delle bande d'assorbimento del carbonio. Alcune stelle al carbonio sono classificate aggiungendo una "e"  alla consueta dicitura, per indicare la presenza nelle righe spettrali di una componente in emissione.
Un tipico esempio di stella al carbonio, ed una delle più luminose di questa classe, è Y Canum Venaticorum, chiamata anche La Superba, nome questo datogli nel XIX secolo da Angelo Secchi.